# Club Français
El Club Français fou un club de futbol francès de la ciutat de París.

## Història
El club va ser fundat l'any 1890. Destacà a començament de segle xx, proclamant-se campió de França (USFSA) el 1896 i de Copa el 1931. Fou membre de la primera Lliga francesa la temporada 1932-33, però acabà descendint a segona divisió. Després de la temporada 1934-35 el club desaparegué per problemes financers.

## Palmarès
- Lliga francesa de futbol: 
  - 1896
- Copa francesa de futbol: 
  - 1931
- Copa Manier: 
  - 1897, 1898, 1899, 1900, 1901, 1903
- Copa Dewar: 
  - 1900
- Championnat de Paris (USFSA):
  - 1899, 1900
- Championnat de Paris:
  - 1929, 1930
- Challenge de la Renommée:
  - 1918

## Uniformes
L'uniforme tradicional del club és rosa i negre.
| 1892-1912 | 1892-1912 |  | 1912-1920 |  | Anys 1930 |

## Futbolistes destacats
Jugadors del Club Français a l'equip de França
| Jugador           | Partits | Període   | Partits (total) |
| ----------------- | ------- | --------- | --------------- |
| Maurice Banide    | 2       | 1933-1934 | 9               |
| Jean Batmale      | 1       | 1921      | 6               |
| Marcel Bertrand   | 5       | 1929      | 5               |
| Fernand Canelle   | 6       | 1904-1908 | 6               |
| Julien Du Rhéart  | 1       | 1908      | 3               |
| Georges Garnier   | 3       | 1904-1905 | 3               |
| Raymond Gigot     | 1       | 1905      | 1               |
| Robert Mercier    | 6       | 1931-1933 | 7               |
| Raymond Sentubéry | 3       | 1924-1926 | 3               |
| Total             | 28      | 1904-1934 |                 |

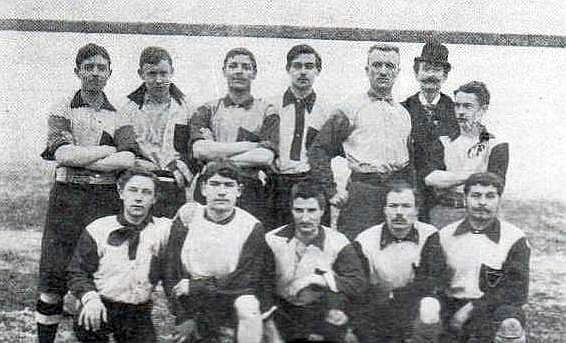
Club Français el 1897.
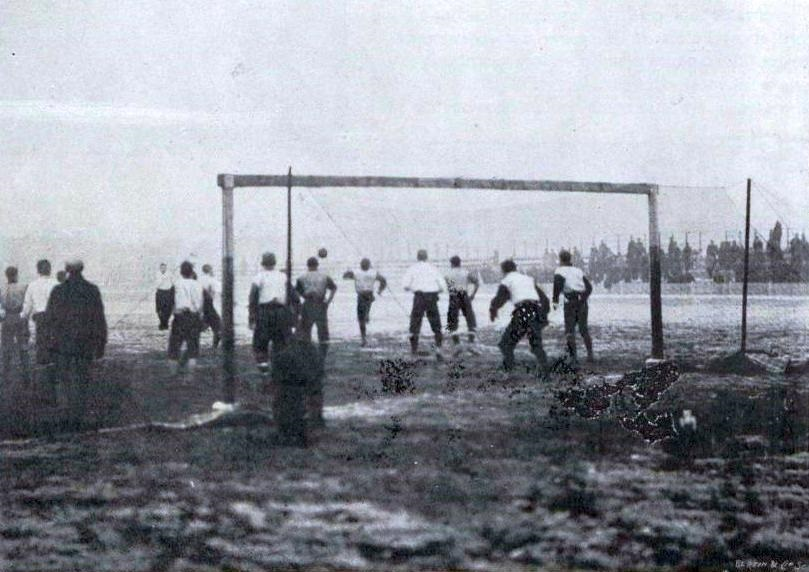
Club Français-Ramblers (Standard) el 1897.
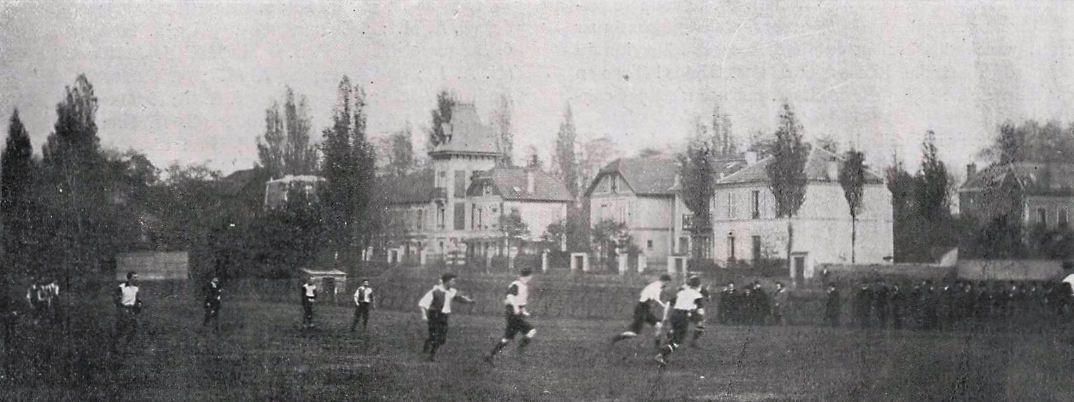
Club Français-White Rovers el 1898.
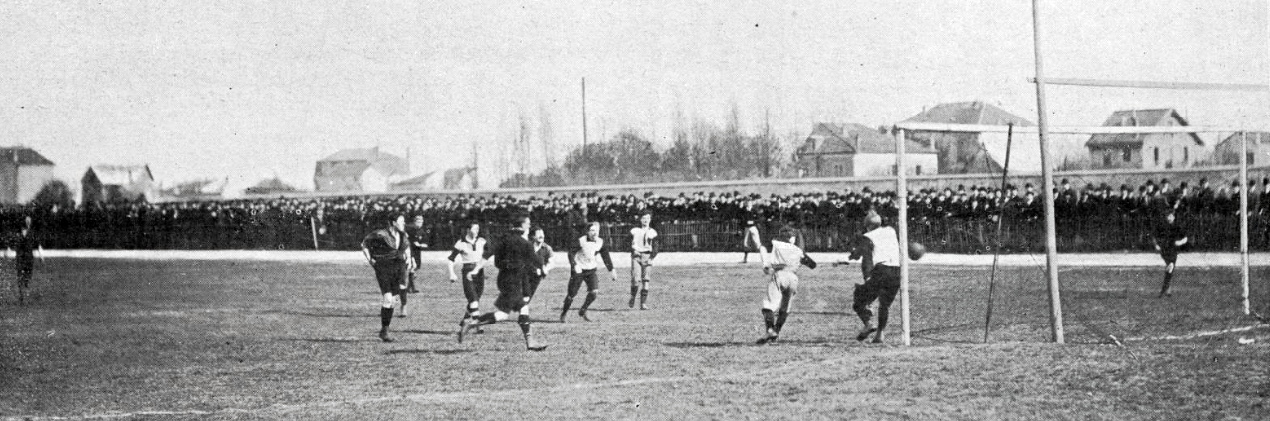
Club Français-Standard AC el 1899.
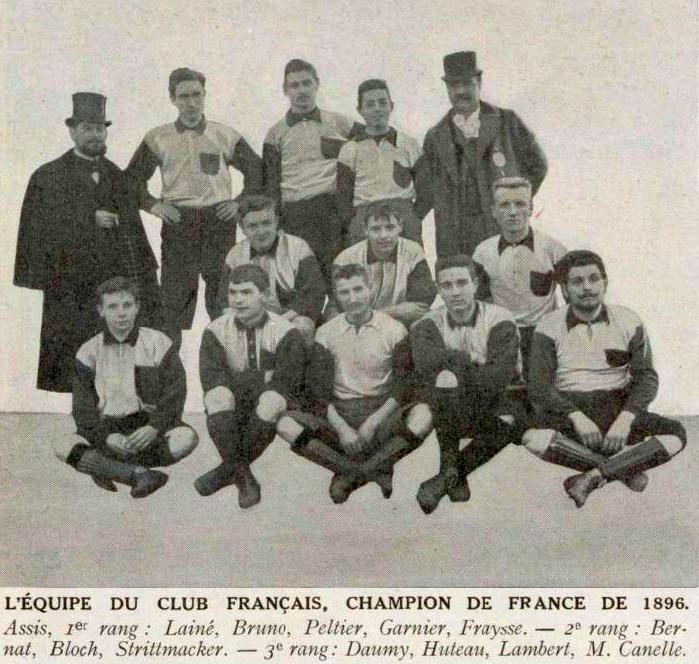
Club Français campió USFSA el 1896.
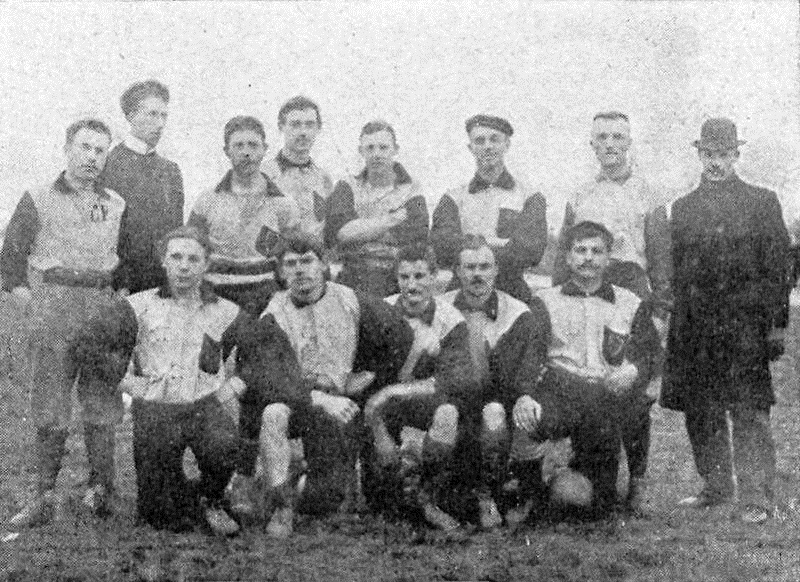
Club Français el 1898.
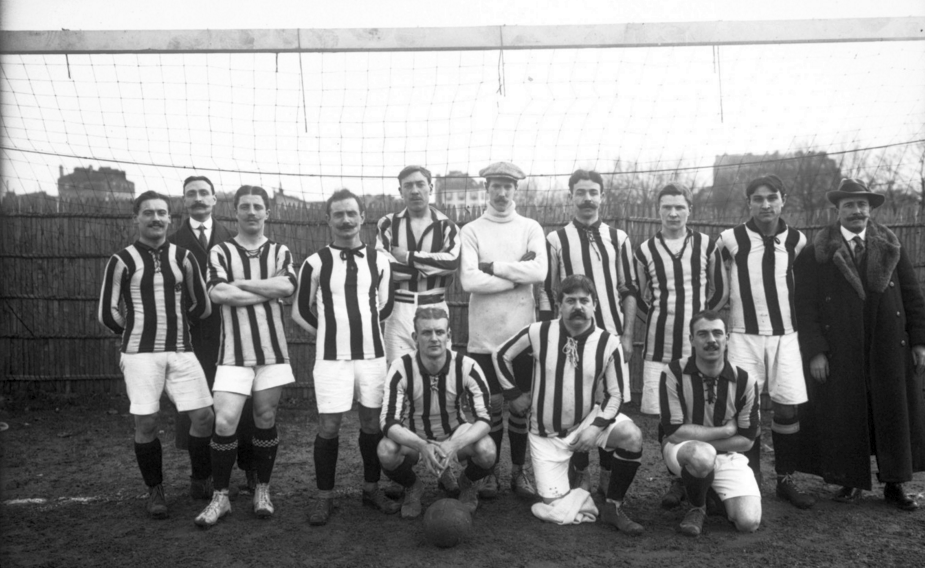
Club Français el 1913.
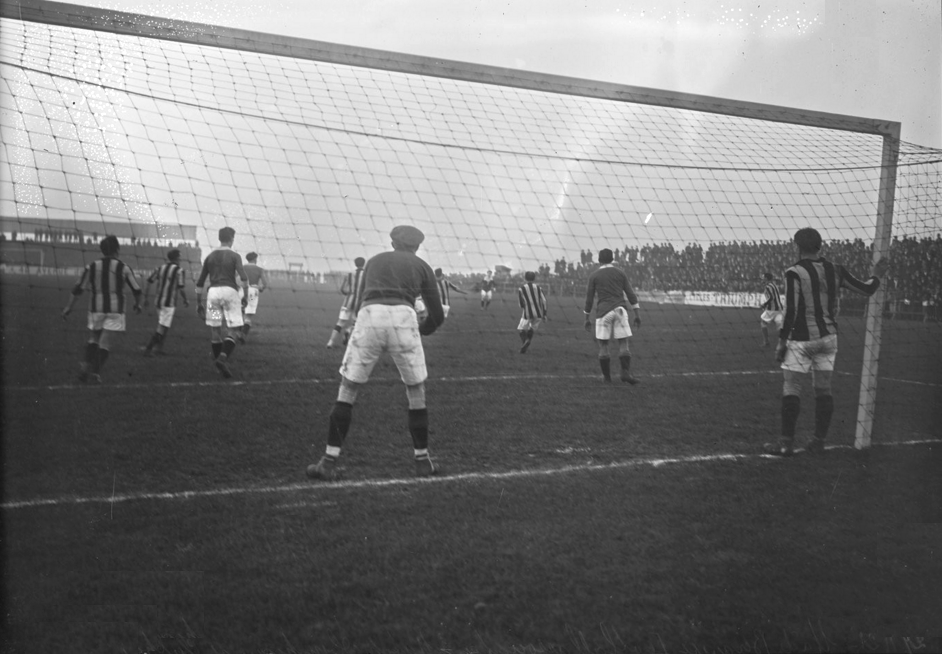
Club Français el 1921.
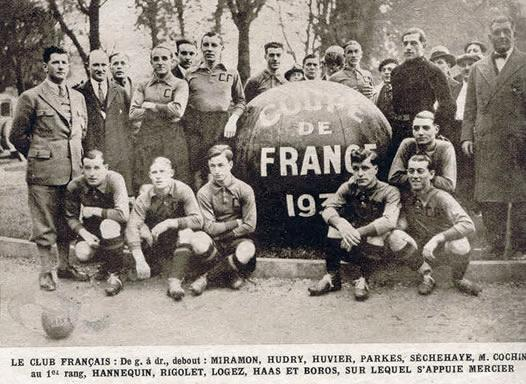
Club Français campió de Copa el 1931.
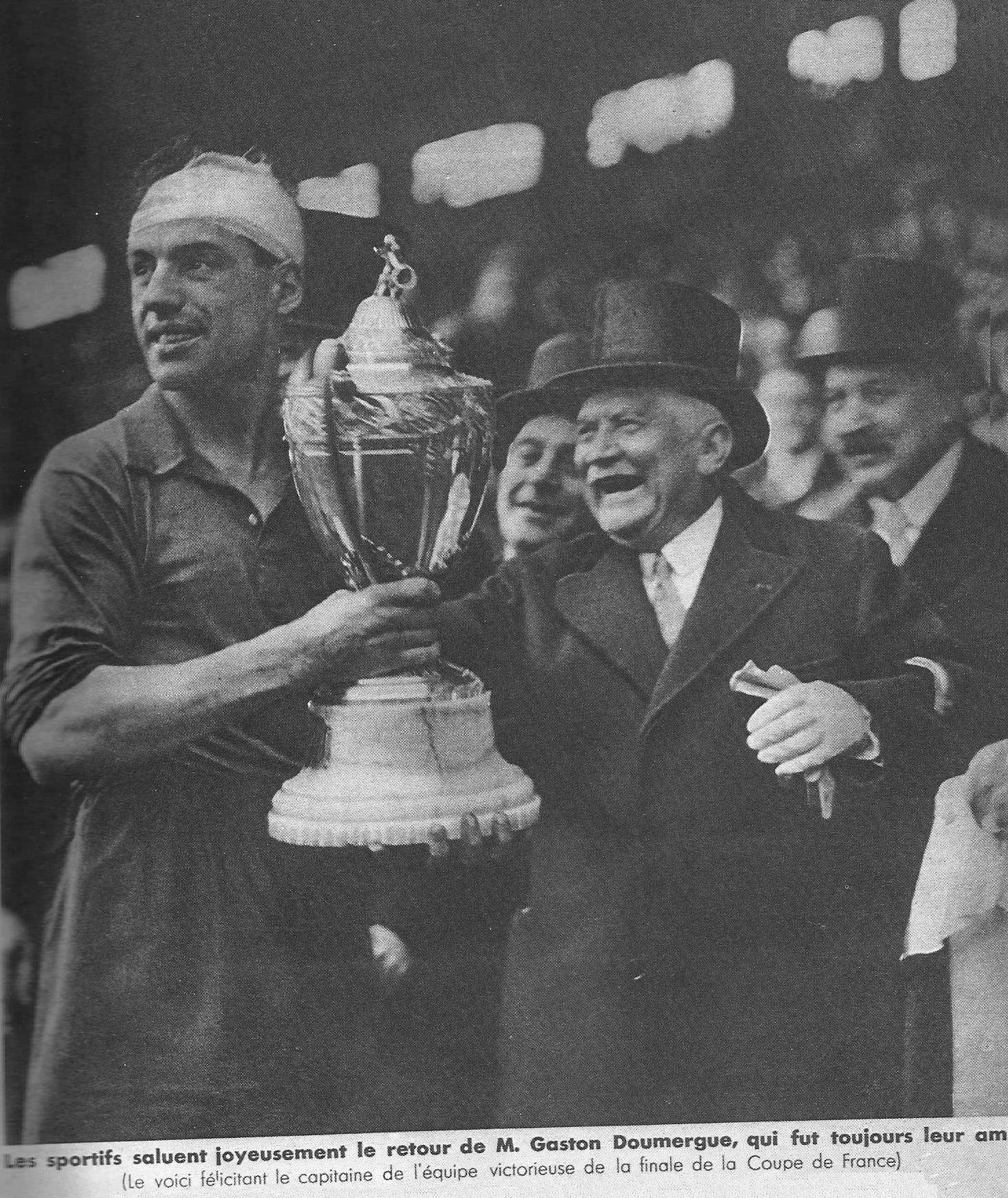
Gaston Doumergue i Huvier.
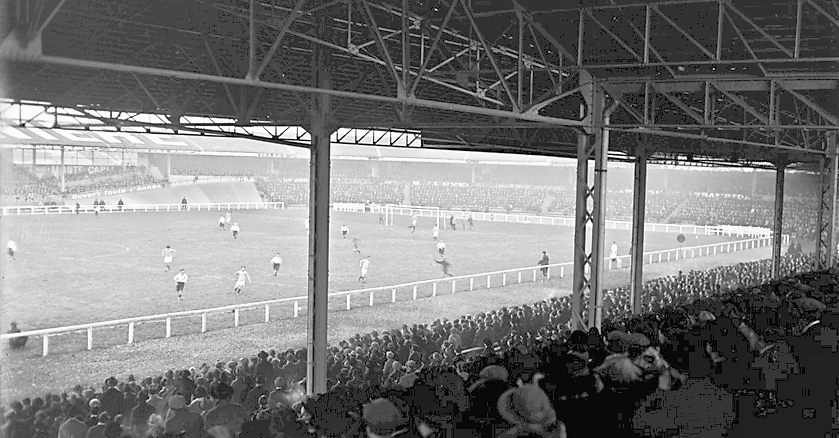
Stade Buffalo (1923).